# Fender Bronco
A Fender Bronco a Fender cég elektromos gitárja.
Sosem volt igazán népszerű, és csak 1967 közepétől 1981-ig gyártották. Ennek a két ténynek köszönhetően a gyűjtők körében ma igen keresett modellnek számít. A test és a nyak megegyezett a Fender Mustangéval, így a rövid skálahosszúságú gitárok közé tartozik. A gitárt a Mustang-család tanulódarabjaként szánták. A rövidebb skálahosszúság a kisebb kezű gitárosok érdekét szolgálta.
A Bronco a Mustangtól eltérően csak egy hangszedőt kapott, mely a híd-oldalon került elhelyezésre, ellentétben a Musicmaster-rel, ahol a nyaknál volt. A család többi tagja, a Duo-Sonic és a Mustang két egytekercses (single coil) hangszedőt kapott. A húrláb, mint a hangszer többi fontos tartozéka is a Mustangból lett átemelve.
A Bronco csupán egy alacsony költségvetésű tanulógitár volt, semmi több. Csak fekete és vörös színekben volt kapható. Évekkel később a Fender testvérmárkája, a Squier cég adott ki basszusgitárt, Bronco Bass néven.
A Fender Bronco csak pár helyen tűnt fel rövid története során:
- Mick Taylor, a Rolling Stones gitárosa ilyenen játszik az It's Only Rock 'n' Roll (But I Like It) videóklipjében.
- James Iha, a The Smashing Pumpkins gitárosa egy Broncon játszik a Rocket c. videóklipben.
- Andy Partridge, az XTC vokalista-gitárosa egy Fender Broncon játszik a Making Plans For Nigel és a Life Begins At The Hop klipekben.
- Omar Rodriguez-Lopez, a The Mars Volta és az At the Drive-In gitárosa egy Broncoval jelenik meg az At the Drive-In lemez borítóján.
- Alex Turner-nek az Arctic Monkeys énekesének egyik leggyakrabban használt gitárja